# Werner Sele
Werner Sele (* 24. Juni 1951 in Triesenberg) ist ein ehemaliger liechtensteinischer Rennrodler.

## Karriere
Sele trat bei den Olympischen Winterspielen 1968 und 1972 im Einsitzer an und belegte den 36. und 39. Rang. Im Einsitzer bei den Weltmeisterschaften 1971 erreichte er den 64. Platz.